# Agamyxis pectinifrons
Cá mèo đốm da trơn (Danh pháp khoa học: Agamyxis pectinifrons) là một loài cá trong họ Doradidae phân bố ở sông Amazon Nam Mỹ. Cá mèo đốm da trơn là loài cá hiền lành, sống hoạt động kiếm mồi vào ban đêm, ban ngày thị lực chúng rất kém. Những con cá mèo đốm da trơn trưởng thành sẽ có kích thước từ 9 – 12 cm. Trên thân mình cá cảnh này có vây ngực nhọn dùng để bảo vệ thân thể, chúng hoạt động ở tầng đáy.